# Pine Island Bay
Die Pine Island Bay ist eine 48 km breite und etwa 64 km lange Bucht an der Walgreen-Küste des westantarktischen Marie-Byrd-Lands. Der Pine-Island-Gletscher mündet in diese Bucht.
Luftaufnahmen der US-amerikanischen Operation Highjump (1946–1947) aus dem Jahr 1946 dienten 1955 dem US-amerikanischen Kartografen Gardner Dean Blodgett der Kartierung der Bucht. Das Advisory Committee on Antarctic Names benannte die Bucht nach der USS Pine Island, einem Flugzeugmutterschiff und Flaggschiff der Ostverbände bei der Operation Highjump. Die USS Pine Island ist ihrerseits nach dem Pine Island Sound benannt, einer Meerenge im Lee County im US-Bundesstaat Florida.